# Distrito de Kysucké Nové Mesto
El distrito de Kysucké Nové Mesto (en eslovaco, Okres Kysucké Nové Mesto) es un distrito (okres) de la región de Žilina, Eslovaquia. Tiene una población estimada, en julio de 2023, de 32 647 habitantes.
Su capital es la ciudad de Kysucké Nové Mesto.

## Demografía
| Año        | 1994   | 2004    | 2014    | 2024    |
| ---------- | ------ | ------- | ------- | ------- |
| Población  | 33 019 | 33 944  | 33 158  | 32 540  |
| Diferencia |        | +2,80 % | −2,31 % | −1,86 % |

| Año        | 2023   | 2024    |
| ---------- | ------ | ------- |
| Población  | 32 642 | 32 540  |
| Diferencia |        | −0,31 % |

## Ciudades (población correspondiente al año 2017)
- Kysucké Nové Mesto (capital) 15 132

## Municipios (población correspondiente al año 2017)
- Dolný Vadičov 480
- Horný Vadičov 1619
- Kysucký Lieskovec 2354
- Lodno 1001
- Lopušné Pažite 452
- Nesluša 3153
- Ochodnica 1934
- Povina 1171
- Radoľa 1489
- Rudina 1802
- Rudinka 382
- Rudinská 985
- Snežnica 1009